# Біскупський Стефан-Франтішек
Сте́фан-Франті́шек Бі́скупський (* 1 січня 1900, Львів — † 8 січня 1942, Львів) — український петрограф. Доктор філософських наук (1931).

## Життєпис
Народився 1 січня 1900 року у Львові. З походження українець. 1929 року закінчив Львівський університет.
Від 1929 року працював у Львівському університеті на кафедрі мінералогії та петрографії: асистент, від 1936 року — ад'юнкт, від 1939 року — в. о. професора та завідувач кафедри мінералогії. В листопаді 1939 за Перших совєтів став деканом математично-природничого факультету Державного Львівського університету. 
Вивчав лесові й третинні породи Волині, Поділля та Карпат. Удосконалив порошковий метод кількісних співвідношень мінералів у гірських породах. 
Помер за нацистської окупації від тривалого захворювання (тебуркульозу горла).

## Праці
- К петрографии третичных отложений окрестностей Гоголог. — Львов, 1936.
- Петрографический анализ лессового профиля из окрестностей Кременца. — Львов, 1937.
- О методе быстрого определения калийных минералов в калушском сырье. — Львов, 1939.